# FC Kommunalnik Slonim
El FC Slonim fue un equipo de fútbol de Bielorrusia que jugó en la Primera División de Bielorrusia, la primera categoría de fútbol en el país.

## Historia
Fue fundado en el año 1969 en la localidad de Slonim con el nombre Start Slonim, y pasó en la liga comunal de la provincia de Grodno durante la época soviética.
Tras la caída de la Unión Soviética y la independencia de Bielorrusia cambió su nombre al de Albert Slonim y fue uno de los equipos fundadores de la Segunda División de Bielorrusia, y en tan solo una temporada logra el ascenso a la Primera División de Bielorrusia.
En 1994 cambia su nombre por el KFP Slonim, el cual tienen hasta 1996 cuando lo cambian por FC Kommunalchik Slonim, y en la temporada de 1997 consigue el ascenso a la Liga Premier de Bielorrusia por primera vez en su historia, estando en la máxima categoría hasta que desciende en 1998, para retornar a la máxima categoría en la temporada de 2000, pero ese mismo año descienden de categoría tras quedar en último lugar entre 16 equipos.
Desde 2001 el club se mantuvo en la Primera División de Bielorrusia hasta que desciende a la Segunda División de Bielorrusia en 2010 hasta que el equipo desaparece a inicios de 2013.
En 2013 el club es refundado como FC Slonim y juega en la Primera División de Bielorrusia desde entonces.

## Palmarés
- Primera División de Bielorrusia: 1

1999